# سیه‌رخ کم‌رنگ
سیه‌رخ کم‌رنگ (نام علمی: Batis soror) نام یک گونه از سرده سیه‌رخ‌ها است.